# Denarius (videogioco)
Denarius è un videogioco sparatutto a scorrimento spaziale pubblicato nel 1987 per Commodore 64 da Firebird, nella gamma Silver a basso costo.
Diverse riviste lo giudicarono privo di originalità, ma ottenne comunque anche dei giudizi positivi per la buona realizzazione.

## Modalità di gioco
Il gioco si svolge su 16 livelli a scorrimento verticale ambientati nello spazio. In ciascun livello l'astronave del giocatore, vista dall'alto, sorvola una delle 16 "arche" aliene, enormi strutture metalliche fluttuanti simili a quelle di Uridium. Lo scorrimento è continuo verso l'alto, l'astronave può muoversi in tutte le direzioni e sparare colpi doppi in avanti.
Gli avversari sono vari tipi di oggetti e creature volanti che non sparano, ma bisogna evitare di toccarli. Sulle arche sono presenti anche ostacoli di energia fissi che vanno evitati.
Il giocatore ha tre vite che si perdono all'istante in caso di scontro con un nemico, e il livello corrente va ricominciato da capo. C'è la possibilità di attivare uno scudo che rende l'astronave invincibile per alcuni secondi; si ha un solo scudo per ogni vita, che una volta usato si ricarica dopo qualche tempo.
Il nemico più insidioso è una specie di drago cinese che punta velocemente addosso all'astronave e resiste a molti colpi, rendendo in pratica necessario l'utilizzo dello scudo.
Lungo l'arca ci sono numerosi bonus da raccogliere, chiamati capsule di cloro e di fatto simili a piccoli quadratini raggruppati in griglie. Se si supera un livello le capsule raccolte vengono convertite in punteggio e si affronta un livello bonus, in cui bisogna passare attraverso una serie di barriere orizzontali che hanno solo una piccola apertura.